# アゲ♂アゲ♂EVERY☆騎士
『アゲ♂アゲ♂EVERY☆騎士』（アゲ・アゲ・エブリ・ナイト）は、DJ OZMAの1枚目のシングルである。

## 概要
- DJ OZMAのデビュー・シングル。オリコン初登場14位を記録し、ミュージックステーション出演後ロングヒットを記録し、その後オリコン4位を記録[1][2]。綾小路セロニアス翔（氣志團）のシングル「友人」と共に最高位に並んだ。自作曲ではなく、韓国のヒップホップグループDJ DOCが2000年に発表した「Run to you」（原曲はボニーMが1976年に発表した「Daddy Cool」だが、原曲とは大きくメロディーが異なる）のカバー[3][4]。日本語歌詞の一部は「Run to you」の空耳。振付は日本語版オリジナルに、DJ DOC版およびアレックス・トー（杜德偉）による中国語カバー「脫掉」の両方の要素を加えている。
- 綾小路が足しげく通っていたショウパブのショウで「Run to you」が使われていたのがそもそものプロジェクトのきっかけ（PVにはそのパブの店員が出演している）。しかも、カップリング曲の「BOYS BRAVO!」は元々氣志團の楽曲で、作詞作曲は綾小路セロニアス翔である。DJ OZMAがテレフォンショッキングに出演した際、タモリはこの曲（+パフォーマンス）が好きだと話していた。
- また、この曲を世に出すきっかけとしては「ある晩、BoAが夢枕に立ち『韓国と日本の架け橋になるのはお前だ!』と言われ、その翌日にはビビアン・スーが夢枕に立ち『台湾と日本の架け橋になるのはお前だ!』と言われた」と本人が語っている（しかしその直後、とっさに思いついた作り話と弁明している）。
- 中日ドラゴンズの井端弘和選手が打席前選手登場曲で使用していた。
- ベガルタ仙台のロペス選手の応援歌の原曲である。
- 総合格闘家の郷野聡寛はDJ GOZMAと名乗り入場曲にこの曲を使用しダンスも披露している。
- この曲でNHK紅白歌合戦に初出演。この時のパフォーマンス（「脫掉」のラスト同様）が問題となり、結果、NHKへの出入りを禁止された。（詳しくはDJ OZMA#紅白騒動とその後を参照。）
- なお、NHK紅白歌合戦出場後、2007年1月15日付オリコンチャートで、前週107位から65ランクもアップの42位にランクしている。（日刊スポーツ（1月9日付）[リンク切れ]）[5]
- 2023年10月9日、有明アリーナで行われた「氣志團 Presents『One Night Festival ～天挑五歌仙大演會～』」にて、出演者のももいろクローバーZが「アゲ♂アゲ♂EVERY☆騎士」をカバーした。曲中にガウンを脱いで裸プリントTシャツの上にビキニを着用するという本家DJ OZMAのリスペクト（DJ OZMAのNHK紅白歌合戦での騒動）スタイルでパフォーマンスを行った[6]。
- 初回盤は「アゲ♂アゲ♂EVERY☆騎士」のMVが収録されたDVD付きであった。

## 収録曲
1. アゲ♂アゲ♂EVERY☆騎士
2. BOYS BRAVO!
3. アゲ♂アゲ♂EVERY☆騎士(インストゥルメンタル)
4. BOYS BRAVO!(インストゥルメンタル)